# کووالوو گرود
کووالوو گرود (به لهستانی:  Kowalowy Gród) یک روستا در لهستان است که در گمینا میخاوووو واقع شده‌است.